# Wybierzmy się do Deauville
Wybierzmy się do Deauville (fr. Nous irons à Deauville) – francuska komedia z 1962 roku w reżyserii Francisa Rigauda. W filmie zagrała plejada gwiazd francuskiego kina: Michel Serrault, Claude Brasseur, Louis de Funès, Michel Galabru i Jean Carmet.

## Fabuła
Dwa zaprzyjaźnione małżeństwa: Lucien Moreau z żoną Monique oraz Maurice Dubois z żoną Jacqueline wybierają się na wakacyjny urlop do nadmorskiego kurortu w Deauville. Na miejscu okazuje się, że wynajęta przez nich willa jest w opłakanym stanie, a ich bagaż zaginął. To dopiero początek ich perypetii i zabawnych przygód.

## Obsada
- Michel Serrault – Lucien Moreau
- Claude Brasseur – Maurice Dubois
- Pascale Roberts – Monique Moreau, żona Luciena
- Colette Castel – Jacqueline Dubois, żona Maurice’a
- Berthe Granval – Sophie, siostrzenica Luciena
- Louis de Funès – Ludovic Lambersac, wczasowicz
- Michel Galabru – pan Mercier, szef Luciena
- Jean Carmet – bagażowy
- Mary Marquet – pani Gertrude Couffinous, właścicielka willi
- Jean Richard – pan Simeon, „złota rączka”
- Jacqueline Doyen – Fernande Mercier, żona pana Merciera
- Marie Daëms – Marie-Laure Spinoza
- Yves Elliot – mechanik
- Alvaro Gheri – Alvaro, szofer pani Spinoza
- Maurice Cafarelli – adorator Sophie
- Roger Pierre – Louis, sprzedawca
- Jean-Marc Thibault – Paul, sprzedawca
- Brigitte Naville – właścicielka pieska
- Eddie Constantine – przyjaciel kobiety z pieskiem
- Sacha Distel – w roli siebie samego
- Jeanne de Funès – żona Ludvica
- Paul Préboist – ksiądz